# Compadrón
Compadrón es un tango de 1927 cuya música pertenece a Luis Visca en tanto que Enrique Cadícamo fue el autor de la letra que realizó sobre aquella. El tango, que tiene cierto tono humorístico, alude en su título al personaje tipo del "compadrito".

## Los autores
Luis Visca ( Buenos Aires, Argentina, 19 de junio de 1903 – ibídem, 22 de junio de 1968, cuyo nombre completo era Nicolás Luis Visca, fue un pianista, compositor y director de orquesta que se dedicó al género del tango. Tuvo varias colaboraciones con Enrique Cadícamo, entre las cuales se destacan netamente Compadrón y Muñeca brava.
Enrique Cadícamo (Luján, Provincia de Buenos Aires, 15 de julio de 1900 - 3 de diciembre de 1999), cuyo nombre completo era Enrique Domingo Cadícamo fue un poeta y escritor argentino, autor de la letra de numerosos tangos entre los cuales se encuentran Tres esquinas, Los mareados, Anclao en París, Nostalgias y Shusheta.

## Historia
Cadícamo cuenta en Mis memorias, que en 1927 Luis Visca le ofreció que le pusiera la letra a un tango nuevo que había compuesto. Lo escuchó. Le pareció que daba para un texto de tono festivo y, como acostumbraba, escribió el «monstruo», un conjunto de palabras sin sentido pero ajustadas a la medida del ritmo de la melodía sobre las cuales componía los versos.Cadícamo se inspiró en un personaje que frecuentaba el Café Paulista del barrio de Flores al que los parroquianos llamaban Purapinta. Dice Cadícamo que Sofía Bozán lo estrenó en el Teatro Comedia, de Rosario, donde Carlos Gardel lo escuchó y observó el entusiasmo que provocaba entre el público por lo que de inmediato habló con José Razzano para reservar los derechos para la grabación, que realizó el 6 de octubre de 1927.
La versión de Visca, es que el estreno se produjo en forma instrumental, en el Café Germinal de Buenos Aires, interpretado por la orquesta de Anselmo Aieta, en la que él era el pianista, y sobre la actuación de Sofía Bozán decía que fue en el Teatro Sarmiento de Rosario.

## La letra
La palabra lunfarda “compadrón” que da nombre a este tango identifica al individuo pendenciero y provocador. La letra  califica a su personaje en la frase inicial como “compadrito a la violeta… compadrito de papel maché!”; compadrito es un término que designa en Argentina y Uruguay y el área rioplatense a un tipo social popular suburbano, aparecido en la segunda mitad del siglo XIX, persona joven de condición social modesta que habitaba en las orillas de la ciudad, que como personaje  está asociado al tango porque fue uno de los protagonistas de la creación del género. En este caso, el modismo del castellano “a la violeta” indica que se trata de una aspiración carente de fundamento y seriedad, . lo que refuerza más adelante diciendo que este personaje es de papel maché. La letra afirma que es considerado un "débil", "vivillo", "sin arrastre" e incluso dice que “el escudo de los guapos no te cuenta entre sus gules por razones de valer", incluyendo una palabra inusual en un tango, como es “gules”, que es como en heráldica se denomina al esmalte de color rojo oscuro), versión que utilizó Hugo del Carril en su grabación. Cadícamo cambió después esa palabra, recomponiendo el verso como 'no te cuenta entre los suyos' y esa letra la utilizó tanto Carlos Gardel como otros cantantes.
Otras aclaraciones sobre vocablos usados en la letra:
- bacán: persona adinerada. Hombre que mantiene a una mujer y, a veces, la explota.[5]
- berretín: capricho, fantasía, acto arbitrario.[6]
- biaba: (su aumentativo es biabazo) Zurra de golpes. Se suele usar metafóricamente (ej. Biaba de gomina, darse la biaba –por teñirse el pelo.)[6]
- cachet: distinción, elegancia.[7]
- cacho:pedazo, trozo (es vocablo castellano).[7]
- chamuyar hablar, conversar, perorar (y Chamuyo es el acto y el resultado de hacerlo).[8]
- colo: Loco.[9]
- contraflor:lance del juego de truco que puede pronunciar un jugador elevando la apuesta respecto de otro que denuncia que sus 3 cartas son del mismo palo. Al igual que otros lances de este juego, quien lo dice suele hacerlo incluyendo la palabra en un verso.[10]
- engrupir:engañar, seducir, persuadir y engrupido, pagado de sí mismo.[11]
- gato:Ladrón nocturno o cómplice que se esconde en una casa para facilitar la entrada del ladrón. Prostituta de hotel de lujo. Individuo que paga a una prostituta (“gatilla” la paga) y por extensión, persona de escaso valor.[12]
- punto: alusión despectiva a una persona indeterminada,[13]
- timba:partida de juego de napies, lugar donde se juega (es palabra castellana).[14]

## Grabaciones
Entre otras grabaciones se cuentan las siguientes:
- Carlos Dante con la orquesta Alfredo De Angelis el 16 de agosto de 1949 para Odeon.
- Nina Miranda con la orquesta Donato Racciatti para Sondor (Montevideo)
- Carlos Gardel acompañado por las guitarras de Barbieri y Ricardo el 6 de octubre de 1927 para Odeon
- Tita Merello con la orquesta Carlos Figari en 1968 para Odeon.